# 란치아 델타
란치아 델타(Lancia Delta)는 이탈리아의 자동차 제조사 란치아가 3세대 동안 출시한 소형 패밀리 카이다. 1세대가 1979년 프랑크푸르트 자동차 전시회에 처음 선보였으며 2세대는 1993년 제네바 모터쇼, 3세대가 2008년 제네바 모터쇼에 데뷔했다.
1세대 란치아 델타는 1980년대 말과 1990년대 초 월드 랠리 챔피언십의 제조사 부문을 우승하였으며, 그룹 A 형식승인을 받기 위해 랠리 차량의 일반 주행용 버전인 란치아 델타 HF 4WD와 HF 인테그랄레(Integrale)를 생산했다.